# Михару (княжество)
Княжество Михару (яп. 三春藩 Михару-хан) — феодальное княжество (хан) в Японии периода Эдо (1627—1871). Михару-хан располагался в провинции Муцу (современная префектура Фукусима) на острове Хонсю.
Административный центр хана: Замок Михару в провинции Муцу (современный посёлок Михару, префектура Фукусима). На протяжении большей части истории княжество управлялось родом Акита.

## История
В период Сэнгоку район вокруг замка Михару находился под контролем клана Тамура. Тоётоми Хидэёси передал эту область во владение Гамо Удзисато (1556—1595), даймё Айдзу-хана. После создания сёгуната Токугава род Гамо был переведён из Айдзу-хана в провинцию Иё на острове Сикоку. Айдзу-хан получил Като Ёсиаки, который в 1627 году выделил Михару-хан в отдельный домен (30 000 коку) для своего младшего сына, Като Акитоки (1599—1641). Из-за бесхозяйственности рода Като крестьяне в Михару-хане в 1628 году подняли восстание. В том же году Михару-хан был передан во владение Мацусите Нагацуне (1610—1658), правившему ранее в Нихоммацу-хане. В 1644 году Мацусита Нагацуна был понижен до статуса хатамото, в Михару-хан был переведён Акита Тосисуэ (1598—1649), ранее правивший Сисидо-ханом в провинции Хитати (1631—1645). Клан Акита продолжал управлять княжеством Михару до Реставрации Мэйдзи.
Во время Реставрации Мэйдзи Акита Акисуэ (1858—1907), 11-й даймё Михару-хана (1865—1871), был ещё несовершеннолетним. Во время Войны Босин Михару-хан присоединился к Северному союзу княжеств. 1 апреля 1868 года даймё Михару-хана получил приказ направить воинский контингент на княжество Цуруоку, но он отказался, ссылаясь на свой небольшой размер и военную слабость. 26 июля 1868 года при посредничестве Коно Хиронакоя, самурая из Михару-хана на службе императорской армии, Михару-хан перешёл на сторону Союза Саттё. В 1869 году Акита Акисуэ был назначен императором Мэйдзи губернатором своего княжества.
В июле 1871 года после административно-политической реформы Михару-хан был ликвидирован и позднее включён в состав новой префектуры Фукусима.
Согласно переписи 1869 года, в Михару-хане проживало 17 034 мужчин и 16 156 женщин в 7 252 домохозяйствах, из которых 904 семей принадлежало к самурайскому сословию.

## Списокдаймё
| #                                | Имя и годы жизни                             | Годы правления | Титул                    | Ранг                    | Кокудара    |
| -------------------------------- | -------------------------------------------- | -------------- | ------------------------ | ----------------------- | ----------- |
| Род Като (тодзама) 1627—1628     |                                              |                |                          |                         |             |
| 1                                | Като Акитоси (1599-1641) (яп. 加藤明利)      | 1627-1628      | Минбу-тайфу (民部大輔)   | Пятый нижний (従五位下) | 30,000 коку |
| Род Мацусита (тодзама) 1628—1644 |                                              |                |                          |                         |             |
| 1                                | Мацусита Нагацуна (1610-1658) (яп. 松下長綱) | 1628-1644      | Ивами-но-ками (石見守)   | Пятый нижний (従五位下) | 30,000 коку |
| Род Акита (тодзама) 1644—1871    |                                              |                |                          |                         |             |
| 1                                | Акита Тосисуэ (1598-1649) (яп. 秋田俊季)     | 1645-1649      | Кавати-но-ками (河内守)  | Пятый нижний (従五位下) | 50,000 коку |
| 2                                | Акита Морисуэ (1620-1676) (яп. 秋田盛季)     | 1649-1676      | Ава-но-ками (安房守)     | Пятый нижний (従五位下) | 50,000 коку |
| 3                                | Акита Терусуэ (1649-1720) (яп. 秋田輝季)     | 1676-1715      | Синано-но-ками (信濃守)  | Пятый нижний (従五位下) | 50,000 коку |
| 4                                | Акита Ёрисуэ (1696-1743) (яп. 秋田頼季)      | 1715-1743      | Синано-но-ками (信濃守)  | Пятый нижний (従五位下) | 50,000 коку |
| 5                                | Акита Нарусуэ (1721-1773) (яп. 秋田治季)     | 1743-1751      | Кавати-но-ками (河内守)  | Пятый нижний (従五位下) | 50,000 коку |
| 6                                | Акита Садасуэ (1726-1757) (яп. 秋田定季)     | 1751-1757      | Mondo-no-sho (主水正)    | Пятый нижний (従五位下) | 50,000 коку |
| 7                                | Акита Юкисуэ (1751-1813) (яп. 秋田千季)      | 1757-1797      | Синано-но-ками (信濃守)  | Пятый нижний (従五位下) | 50,000 коку |
| 8                                | Акита Ясусуэ (1776-1811) (яп. 秋田謐季)      | 1797-1803      | Кавати-но-ками (河内守)  | Пятый нижний (従五位下) | 50,000 коку |
| 9                                | Акита Норисуэ (1786-1845) (яп. 秋田孝季)     | 1803-1832      | Ямасиро-но-ками (山城守) | Пятый нижний (従五位下) | 50,000 коку |
| 10                               | Акита Томосуэ (1812-1865) (яп. 秋田肥季)     | 1832-1865      | Ава-но-ками (安房守)     | Пятый нижний (従五位下) | 50,000 коку |
| 11                               | Акита Акисуэ (1858-1907) (яп. 秋田映季)      | 1865-1871      | Синано-но-ками (信濃守)  | Пятый нижний (従五位下) | 50,000 коку |

## Галерея

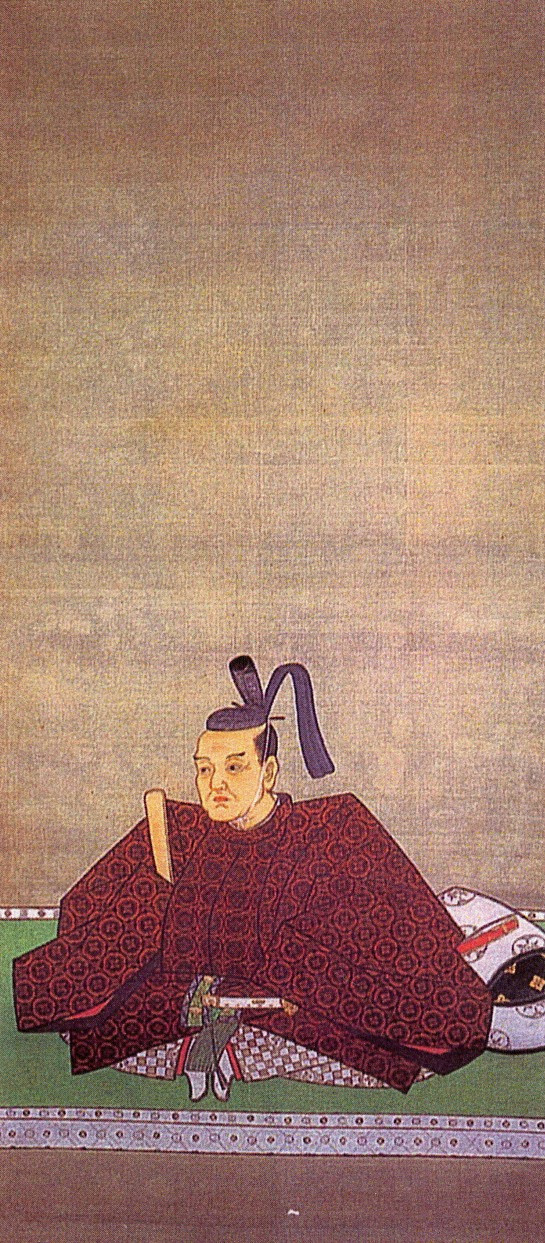
Акита Морисуэ, 2-й даймё Михару-хана
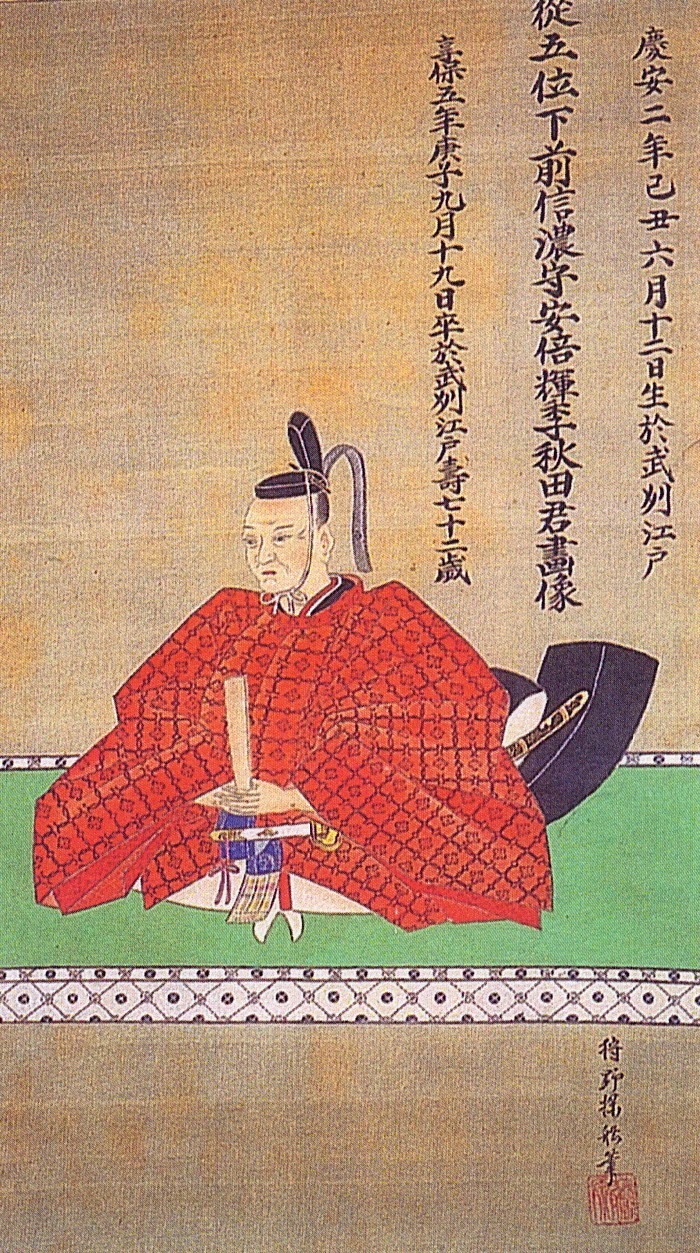
Акита Терусуэ, 3-й даймё Михару-хана
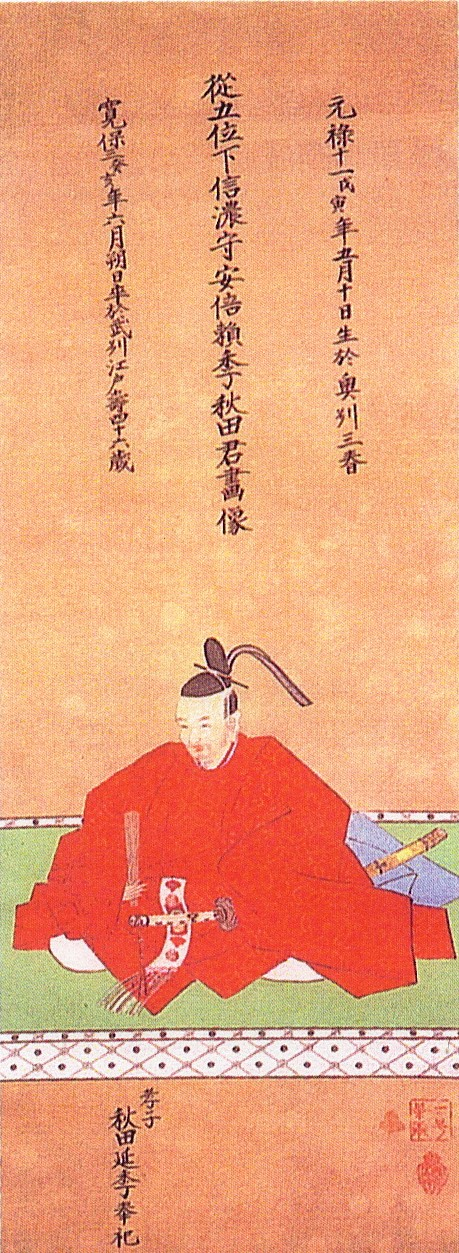
Акита Ёрисуэ, 4-й даймё Михару-хана
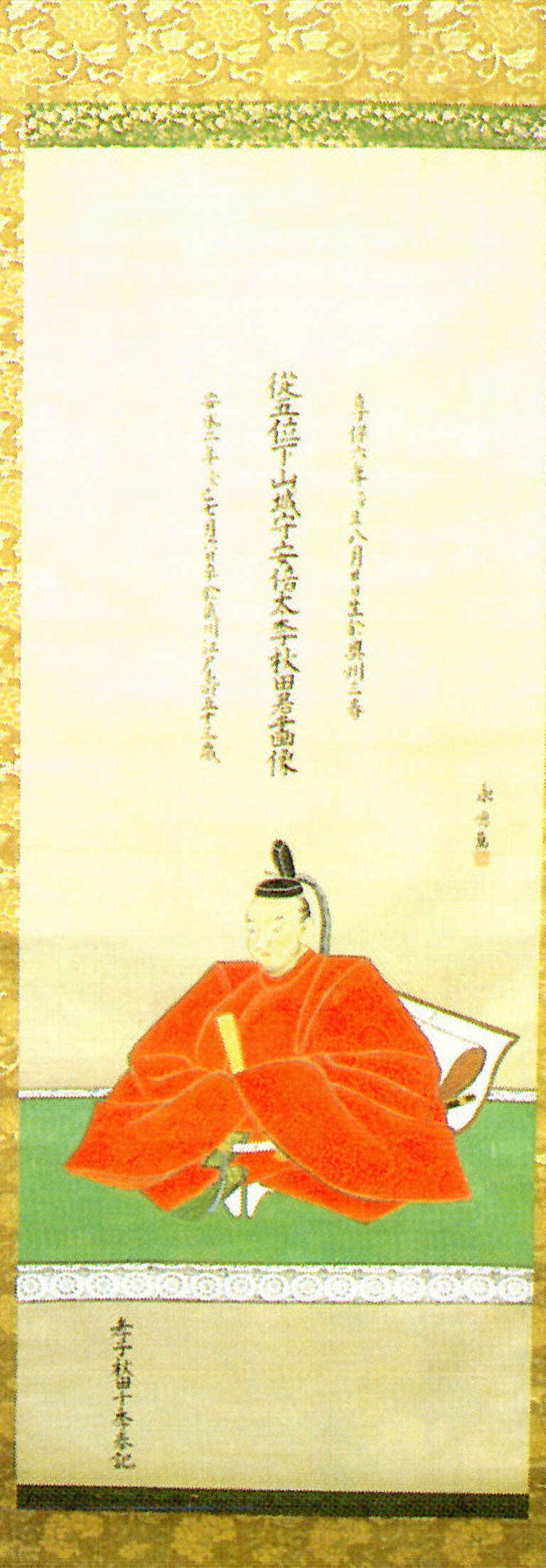
Акита Нарусуэ, 5-й даймё Михару-хана
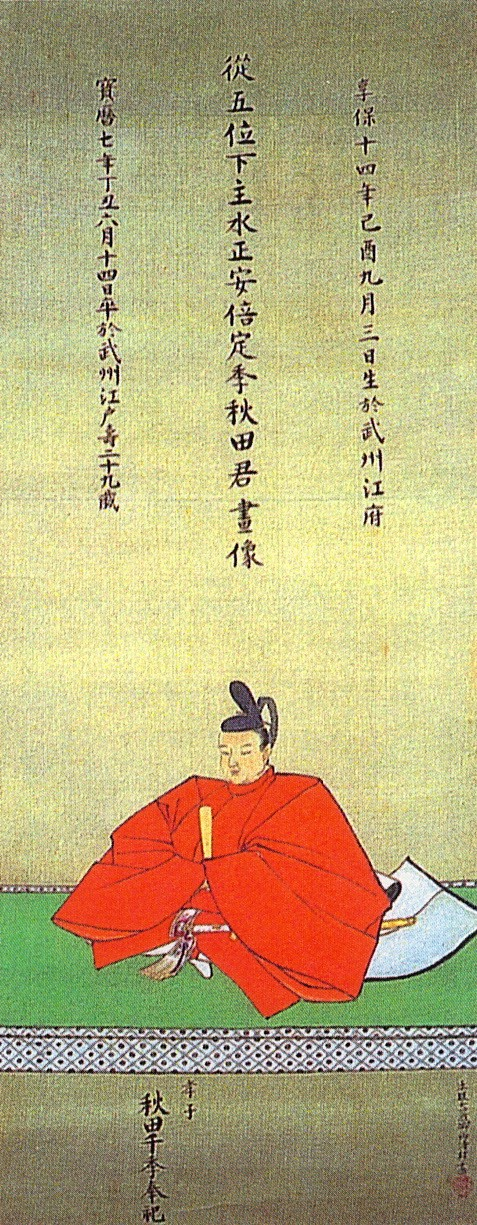
Акита Садасуэ, 6-й даймё Михару-хана
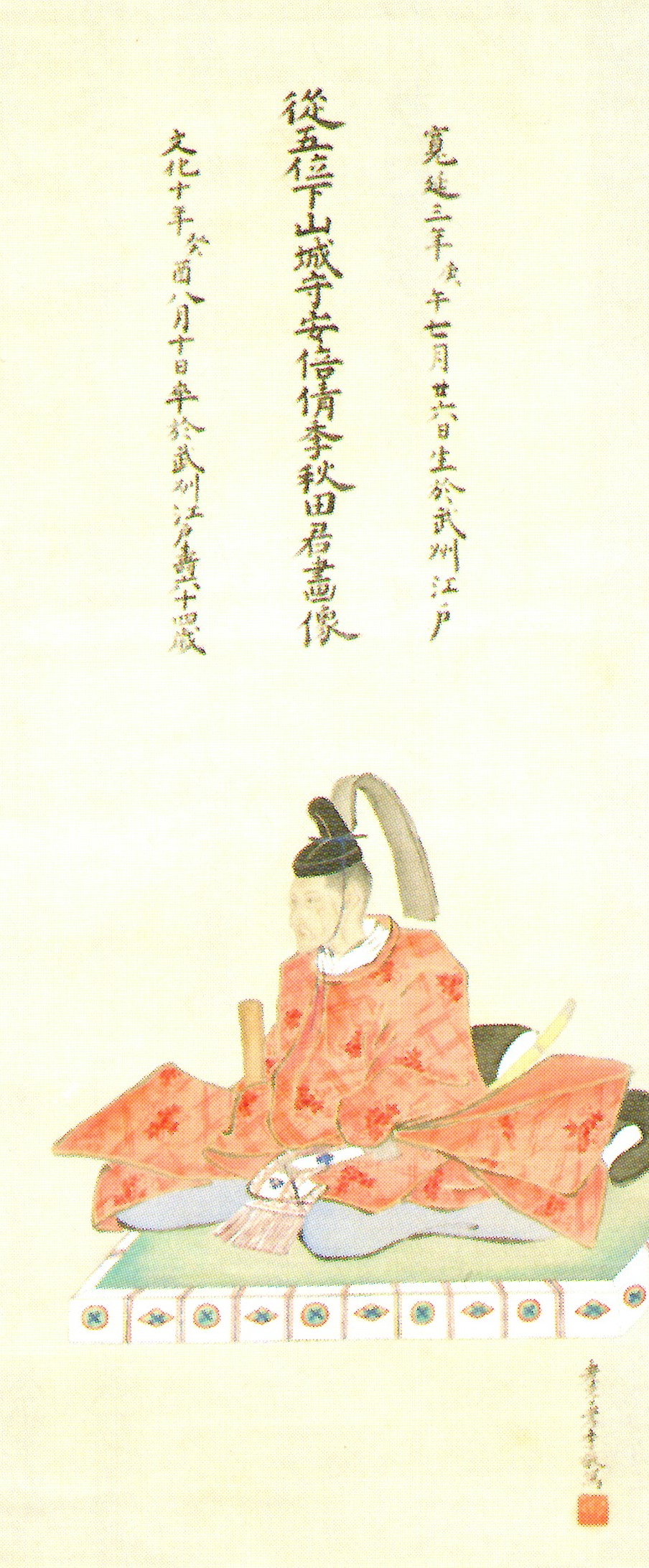
Акита Ясисуэ, 8-й даймё Михару-хана
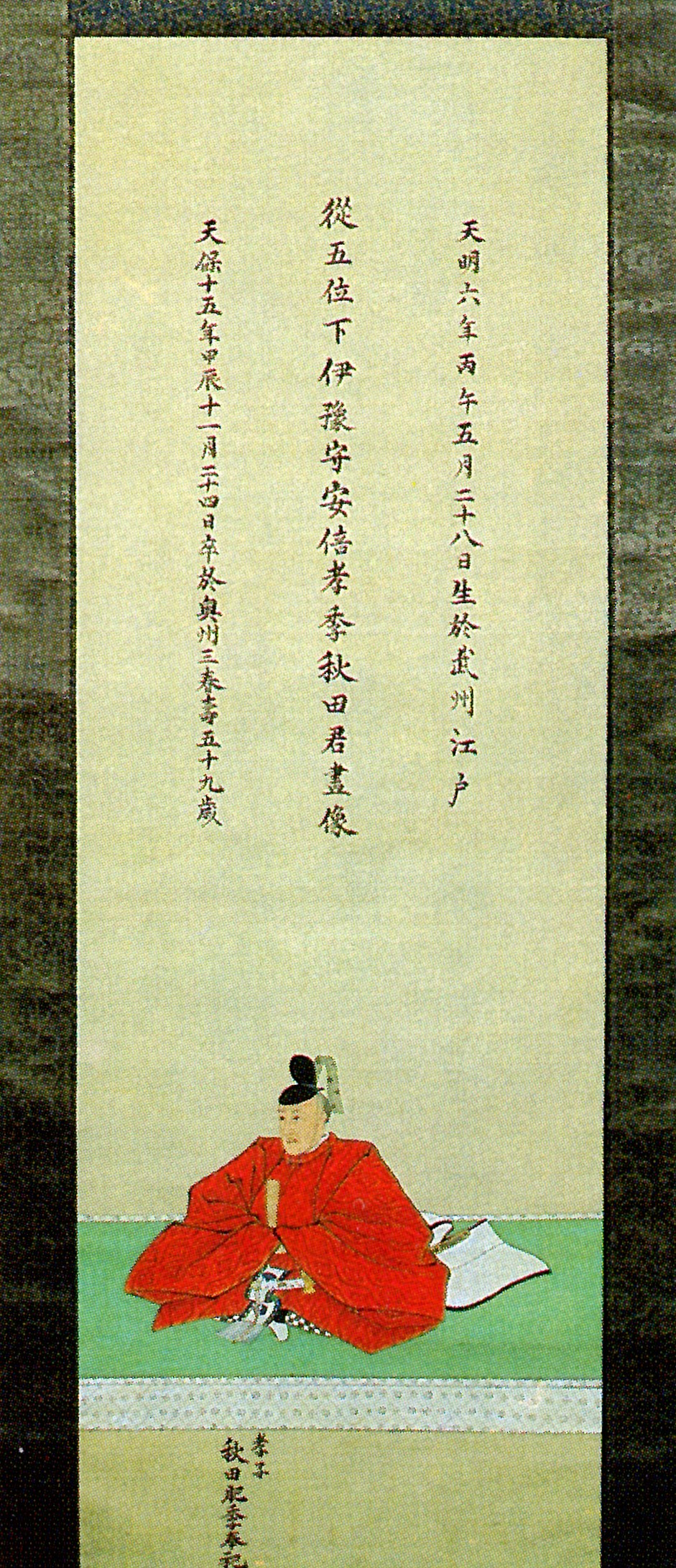
Акита Норисуэ, 9-й даймё Михару-хана
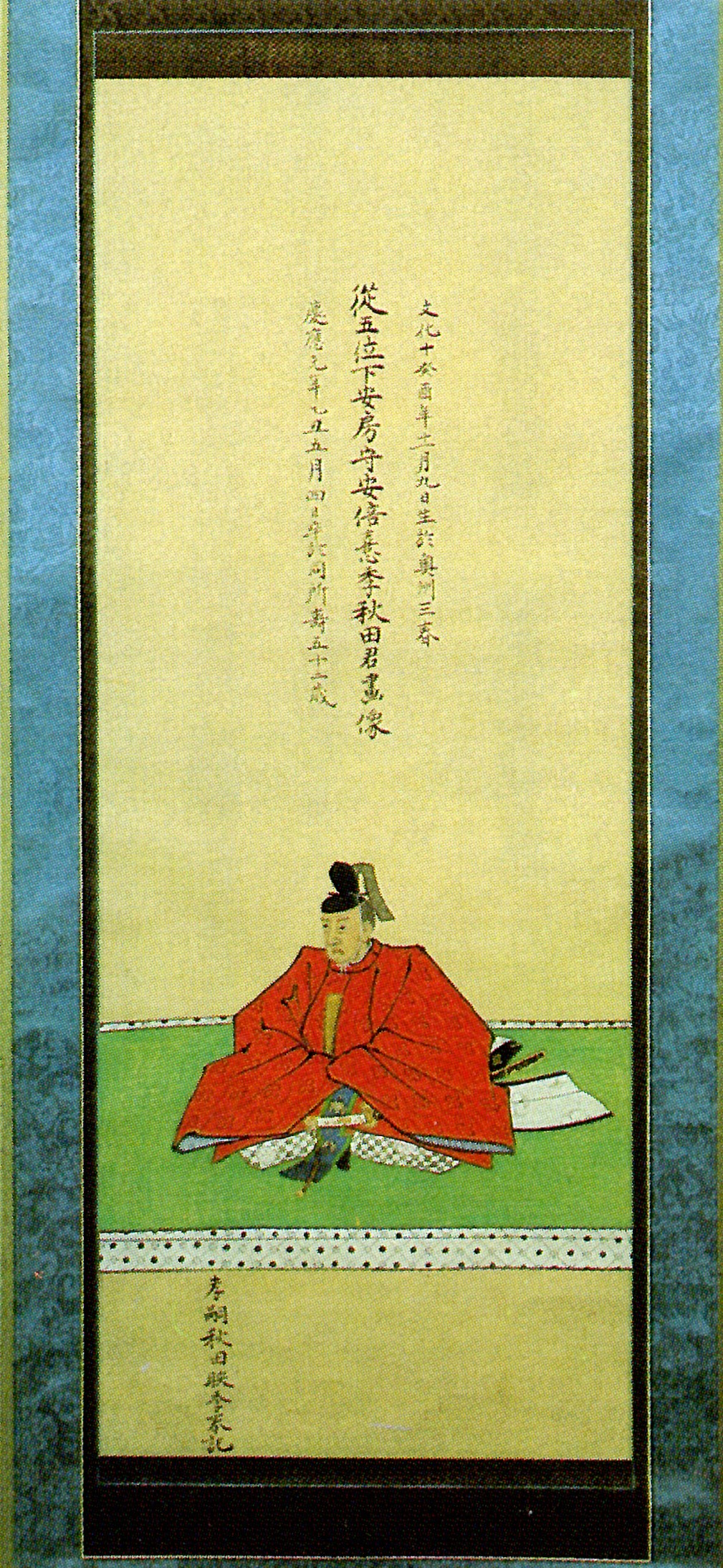
Акита Томосуэ, 10-й даймё Михару-хана
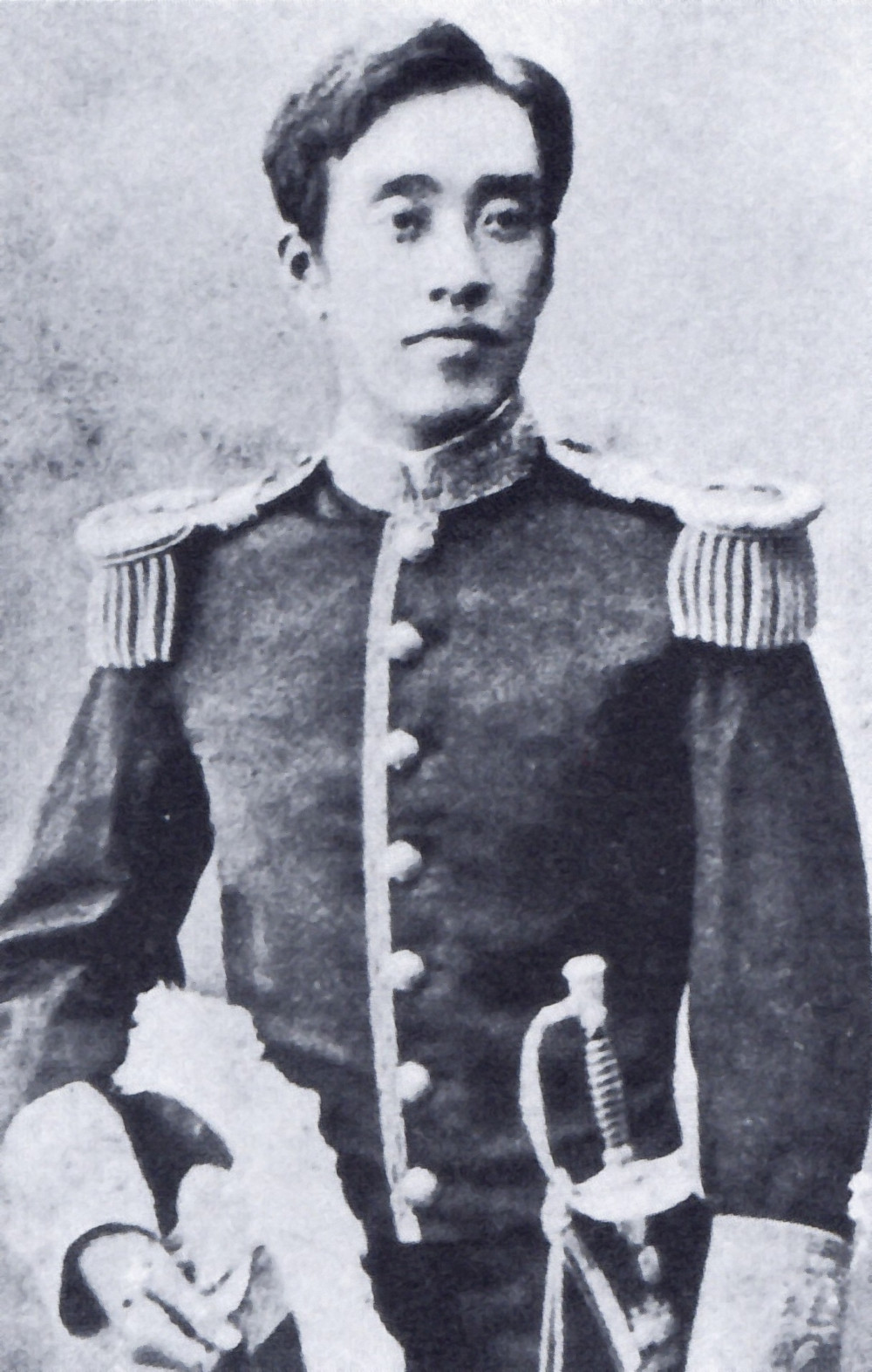
Акита Акисуэ, последний (11-й) даймё Михару-хана